# 药村站
药村站位于福建省南平市邵武市水北镇，为鹰厦铁路车站。距鹰潭站142公里，距厦门站552公里。现为四等站。车站为连接专用线建于1964年，目前货运仅办理专用线、专用铁路货运作业，货场设有通往南平工务段药村轨料基地、榕铁混凝土制品有限公司邵武分公司和华电邵武的专用线。